# 奥田道大
奥田 道大（おくだ みちひろ、1932年 - 2014年3月14日）は、日本の社会学者。立教大学名誉教授。専門は、都市社会学。社会学博士。

## 経歴
1932年、東京都生まれ。1955年、東洋大学文学部を卒業。ブランダイス大学大学院に留学。
1959年、母校の東洋大学社会学部専任講師に就いた。1986年、学位論文『都市コミュニティの理論』を東洋大学に提出して文学博士号を取得。後に同助教授に昇格。立教大学社会学部教授に転じ、1993年からは中央大学教授となった。

## 受賞
- 1986年：『都市コミュニティの理論』で、日本都市学会奥井復太郎賞を受賞。

## 研究内容・業績
奥田の都市コミュニティ類型論は、社会福祉学ほか、隣接分野にも大きな影響を与えた。また、その後は、越境アジア系外国人の大都市インナーシティ、インナーサバーブでの受容と変容に関する継続調査を実施。

## 著作
単著
- 『都市コミュニティの理論』東京大学出版会, 1983
- 『大都市の再生――都市社会学の現代的視点』有斐閣, 1985
- 『都市と地域の文脈を求めて－21Ｃシステムの都市社会学』有信堂, 1993
- 『都市型社会のコミュニティ』勁草書房, 1993
- 『都市社会学の眼』ハーベスト社, 2000
- 『エスノポリス・新宿／池袋：来日アジア系外国人調査記録』ハーベスト社, 2001

編著
- 『コミュニティとエスニシティ』(21世紀の都市社会学 2)勁草書房, 1995
- 『講座社会学４　都市』東京大学出版会, 1999
- 『都市エスニシティの社会学』ミネルヴァ書房, 1997

訳書
- 『シカゴ・ソシオロジー―1920-1932』ロバート・フェアリス著, 広田康生と共訳, ハーベスト社, 1990
- 『ホテル・ライフ』ノーマン・ハイナー著, 田嶋淳子・吉原直樹と共訳, ハーベスト社, 1997
- 『ストリート・コーナーソサエティ』ウィリアム・フート・ホワイト著, 有里典三と共訳, 有斐閣, 2000